# 정라동
정라동(汀羅洞)은 강원특별자치도 삼척시의 행정동이다.

## 연혁
- 1986년 1월 1일 삼척군 삼척읍이 삼척시로 승격되면서 정라리(汀羅里)가 정라동으로 승격하였다.[1]
- 1986년 12월 31일 구 정라우체국 건물에서 현재의 청사로 이전.
- 1998년 10월 26일 2개 법정동과 28개통 168반으로 행정구역 조정.[2]
- 2002년 11월 14일 청솔1차임대아파트 건립으로 29개통 180반으로 행정구역 조정.[3]
- 2003년 9월 27일 경림아파트 건립으로 29개통 187반으로 행정구역 조정.[4]
- 2003년 12월 15일 경림아파트 지역을 통으로 조정하여 30개통 187반으로 행정구역 조정.[5]
- 2005년 7월 25일 현진에버빌 건립으로 31개통 202개반으로 행정구역 조정.[6]
- 2007년 5월 17일 현진에버빌 지역을 2개 통으로 분리하여 32개통 202개반으로 행정구역 조정.[7]

## 법정동
- 정상동(汀上洞) - 교동택지의 일부며, 삼척항(일부)가 있다.
- 정하동(汀下洞) - 삼척항이 있다.

## 아파트
| 단지명              | 건설사     | 시행사           | 주소                   | 입주       | 비고              |
| ------------------- | ---------- | ---------------- | ---------------------- | ---------- | ----------------- |
| 교동청솔 1차        |            | 한국토지신탁     | 청석로 64 (정상동)     | 2002년 9월 | 2차는 교동에 위치 |
| 현진에버빌          | 현진㈜     | ㈜현진에버빌     | 정상로 35 (정상동)     | 2005년 7월 |                   |
| 석미 한아름         | 석미건설㈜ | 석미건설㈜       | 청석로 78 (정상동)     | 1998년 6월 |                   |
| 삼척센트럴 두산위브 | 두산건설   | ㈜신영부동산신탁 | 동해대로 4098 (정상동) | 2024년 2월 |                   |

## 교육
- 정라초등학교

## 관광
- 정라횟집거리
- 소망의 탑
- 새천년해안도로
- 정라항
- 바다낚시터

## 문화재
- 강원도유형문화재 제38호 : 삼척 척주동해비 및 평수토찬비